# Sociedad Deportiva Lenense
La Sociedad Deportiva Lenense, actualmente conocida como Lenense Proinastur por motivos publicitarios, es un club de fútbol español de la localidad de Pola de Lena, en Asturias, que a día de hoy milita en el grupo II de la  de la Tercera Federación. Fue fundado el 4 de agosto de 1953 y los colores que identifican al club son el verde y el blanco, utilizados en forma de rayas verticales en su uniforme titular desde su fundación. Desde 1984 disputa sus partidos como local en el Estadio "El Sotón", con capacidad para unos 3000 espectadores.

## Historia

### Primeros años
Al principio de la década de 1940 se fundó en Lena un equipo conocido como Agrupación Águila Roja, que sería el precursor del equipo actual. La historia de la Sociedad Deportiva Lenense comienza el 4 de agosto de 1953, cuando el club fue fundado por un grupo de jóvenes aficionados al fútbol y cuyo máximo deseo era el de poseer un equipo de fútbol en Pola de Lena. Poco a poco el equipo fue consolidándose en las categorías regionales y en la temporada 1959-60 consiguió el ascenso a Tercera División, categoría en la que se mantuvo durante tan solo dos temporadas.
Tras el descenso acontecido en el año 1962, comenzaría una larga etapa en categorías regionales que no finalizó hasta veintidós años después, cuando en 1984 el equipo logró nuevamente el ascenso a Tercera División. En esta segunda época en la categoría, el club disfrutó de los que hasta la actualidad podrían ser considerados sus años dorados, ya que logró permanecer en ella durante seis temporadas consecutivas alcanzando en la campaña 1987-88 un sexto puesto que es hasta hoy día su mayor cota. Tras coquetear con la zona baja durante dos temporadas, el club descendió en 1990 de nuevo a Regional Preferente, aunque a diferencia de la vez anterior, logró recuperar la categoría perdida en tan solo dos temporadas y consiguió permanecer otros tres años más en la misma, hasta que en la temporada 1994-95 el equipo terminó en 19.ª posición descendiendo de categoría.

### Época negra
A partir de entonces comenzó la peor época del equipo, que durante las siguientes siete temporadas militó en divisiones regionales, regresando de forma efímera a Tercera División en el año 2003, para descender como último clasificado tras una nefasta campaña, en la que se sucedieron las goleadas encajadas.
Tras este descenso el Lenense militó durante dos temporadas en Regional Preferente y acto seguido sufrió dos descensos consecutivos, uno a Primera Regional, en 2006 y otro a Segunda Regional en 2007.
En la temporada 2007-08 el equipo logró quedar clasificado en la tercera posición de su grupo pudiendo disputar la promoción de ascenso a Primera Regional. En ella, fue eliminado en la primera eliminatoria por el Real Oviedo Vetusta con los resultados de 2-2 y 3-1. Al año siguiente volvió a quedar tercero en su grupo y en la promoción se enfrentó al Llaranes Club de Fútbol, al que logró eliminar, 1-0 y 1-1 y a la Unión Deportiva San Claudio "B", que le eliminaría debido a un gol en los últimos instantes del partido de vuelta disputado en El Sotón ante más de 1000 espectadores (2-1 y 1-1). Durante el verano, la desaparición del Racing de Sama, que militaba en Regional Preferente, obligó a una restructuración de las categorías que conllevó el ascenso de la Sociedad Deportiva Lenense a Primera Regional, como el mejor de los eliminados en la promoción.

### Actualidad
La campaña 2010-11 marcó un nuevo punto de inflexión en la estructura y en la gestión deportiva de la Sociedad Deportiva Lenense. La llegada a la presidencia de Miguel Marcos, único candidato presentado a tiempo durante el proceso electoral, trajo consigo una reestructuración de funciones y una nueva directiva que se marcó como principal objetivo la recuperación de las categorías inferiores perdidas tras la crisis económica e institucional de 2005. Para ello, se firmó un acuerdo de colaboración con el Club Deportivo Zurea de fútbol sala. Esta entidad auspiciaba dos equipos, prebenjamín y benjamín, además de un filial sénior en Segunda División Autonómica, y el Lenense hizo lo propio con el juvenil, ya existente, y un alevín de fútbol 8 de nueva creación.
A pesar de que no era algo prioritario para la nueva junta, la temporada se saldó con el ascenso del primer equipo, seis años después, a la Regional Preferente, tras haber finalizado como segundos en la fase regular por detrás del TSK Roces, con el que se jugó el ascenso directo en la última jornada en un duelo en Pola de Lena que los gijoneses se llevaron por 1-3. En la promoción por el ascenso el Lenense se impuso en la primera eliminatoria al Atlético Siero (0-2 y 3-0) y al Lada Langreo C. F. en la final (2-3 y 1-0).
En la temporada de su regreso a Regional Preferente el equipo finalizó séptimo, creándose además la sección senior de fútbol sala, que tras proclamarse campeón de su grupo de Segunda División Regional obtuvo el ascenso de categoría.
El 5 de mayo de 2013, en la trigésimo sexta jornada de la temporada 2012-13, el Lenense certificó su quinto ascenso a Tercera División tras golear a La Caridad Club de Fútbol en El Sotón por 5-0, con tres tantos de Chule y dos de Pedro Luis que llegaron a partir del minuto 60 de partido.  El conjunto verdiblanco terminaría la Liga en segunda posición, por detrás del Real Avilés "B".
Después de conseguir la permanencia con relativa solvencia en la 2013-14, el Lenense, volvió a subirse a su particular "ascensor" para descender a Regional Preferente en la 2014-15, ascender otra vez a Tercera División en la 2015-16, materializado el logro en la última jornada, en la que derrotó en el El Sotón al U. D. Llanera por 2-1, goles de Pablo Sánchez y Juan Cueva, de penalti, y volver a caer a Regional Preferente en la 2016-17. En esta temporada, el sénior de sala no salió a competir. 
En la campaña 2018-19, el primer equipo de la entidad, logra de nuevo retornar a la Tercera División, pese a finalizar como cuarto clasificado, el ascenso del Club Marino de Luanco a Segunda División B, haría que subiera un equipo más de Regional Preferente.

## Uniforme
La camiseta ha sido siempre verdiblanca, aunque bien es cierto que ha variado en su forma ya que el equipo ha vestido desde camisetas con varias rayas verticales hasta camisetas con una mitad verde y la otra blanca.
- Primer uniforme: camiseta de rayas finas verticales blancas y verdes, pantalón negro con ribete blanco y medias verdes.
- Segundo uniforme: camiseta negra con detalles blancos, pantalones verdes y medias negras.

## Símbolos

### Escudo
El escudo actual del club consta de un rombo a rayas verticales blancas y verdes con un reborde en blanco, un balón de fútbol en su pico superior del que nace una S mayúscula en negro que atraviesa el rombo de arriba abajo y que viene flanqueada por una D a la izquierda y una L a la derecha.

### Himno
El actual himno del Lenense es un arreglo realizado e interpretado por los miembros del coro Voces de Lena sobre la anterior versión del Coro La Flor y en él se hace referencia, además de al juego entregado y deportivo del equipo (...tienes que demostrar que juegas con entrega y deportividad...), a su afición que siempre le apoya (...la afición te apoya y sabe valorar...).

## Estadio
El club disputa sus partidos como local en el Estadio Municipal El Sotón que fue inaugurado en 1984 y cuenta con un aforo para aproximadamente 3000 espectadores y unas dimensiones de 101 x 63 metros. Fue renovado en junio de 2014, sustituyendo el terreno de juego de césped natural por césped sintético de última generación.  La máxima entrada registrada en el campo fue de 2500 personas en el año 2004, que acudieron a ver un encuentro ante el Real Oviedo correspondiente al campeonato de Tercera División.
Los equipos de base de fútbol sala disputan sus encuentros en el Polideportivo "Jesús Suárez Valgrande", sito al otro lado de la Autovía A-66.

## Datos y estadísticas del club

### Trayectoria en competiciones nacionales
- Temporadas en Primera División: 0
- Temporadas en Segunda División: 0
- Temporadas en Primera Federación: 0
- Temporadas en Segunda Federación: 0
- Temporadas en Tercera: 19
- Participaciones en Copa del Rey: 0

#### Estadísticas en Tercera División
- Datos estadísticos (Actualizado hasta temporada 2021-22):
  - Puntos: 605
  - Partidos jugados: 666
  - Partidos ganados: 190
  - Partidos empatados: 162
  - Partidos perdidos: 314
  - Goles a favor: 716
  - Goles en contra: 1046
  - Diferencia de goles: -330
- Récords positivos y negativos:
  - Mejor puesto en la liga: 6.º (1987-88)
  - Peor puesto en la liga: 20.º (2003-04)

## Trayectoria
| Temporada | Nivel | Categoría               | Puesto | Copa del Rey |
| --------- | ----- | ----------------------- | ------ | ------------ |
| 1953-54   | 5     | 2.ª Regional            | 7.º    |              |
| 1954-55   | 5     | 2.ª Regional            | —      |              |
| 1955-56   | 4     | 1.ª Categoría Regional  | 8.º    |              |
| 1956-57   | 4     | 1.ª Categoría Regional  | —      |              |
| 1957-58   | 4     | 1.ª Categoría Regional  | 7.º    |              |
| 1958-59   | 4     | 1.ª Categoría Regional  | 11.º   |              |
| 1959-60   | 4     | 1.ª Categoría Regional  | 2.º    |              |
| 1960-61   | 3     | 3.ª División            | 7.º    |              |
| 1961-62   | 3     | 3.ª División            | 15.º   |              |
| 1962-63   | 4     | 1.ª Categoría Regional  | 10.º   |              |
| 1963-64   | 4     | 1.ª Categoría Regional  | 13.º   |              |
| 1964-65   |       |                         |        |              |
| 1965-66   | 5     | 2.ª Regional            | 7.º    |              |
| 1966-67   | 5     | 2.ª Regional            | —      |              |
| 1967-68   | 4     | 1.ª Categoría Regional  | 8.º    |              |
| 1968-69   | 4     | 1.ª Categoría Regional  | 17.º   |              |
| 1969-70   | 4     | 1.ª Categoría Regional  | 16.º   |              |
| 1970-71   | 5     | 2.ª Regional            | 11.º   |              |
| 1971-72   | 5     | 2.ª Regional            | 9.º    |              |
| 1972-73   | 5     | 2.ª Regional            | 4.º    |              |
| 1973-74   | 6     | 2.ª Regional            | —      |              |
| 1974-75   | 5     | 2.ª Regional Preferente | 13.º   |              |
| 1975-76   | 5     | 2.ª Regional Preferente | 8.º    |              |
| 1976-77   | 5     | 2.ª Regional Preferente | 12.º   |              |
| 1977-78   | 6     | 2.ª Regional Preferente | 6.º    |              |
| 1978-79   | 6     | 1.ª Regional            | 4.º    |              |
| 1979-80   | 5     | Regional Preferente     | 14.º   |              |
| 1980-81   | 5     | Regional Preferente     | 11.º   |              |
| 1981-82   | 5     | Regional Preferente     | 2.º    |              |
| 1982-83   | 5     | Regional Preferente     | 6.º    |              |
| 1983-84   | 5     | Regional Preferente     | 2.º    |              |
| 1984-85   | 4     | 3.ª División            | 10.º   |              |
| 1985-86   | 4     | 3.ª División            | 9.º    |              |
| 1986-87   | 4     | 3.ª División            | 8.º    |              |
| 1987-88   | 4     | 3.ª División            | 6.º    |              |
| 1988-89   | 4     | 3.ª División            | 15.º   |              |
| 1989-90   | 4     | 3.ª División            | 18.º   |              |
| 1990-91   | 5     | Regional Preferente     | 10.º   |              |
| 1991-92   | 5     | Regional Preferente     | 3.º    |              |
| 1992-93   | 4     | 3.ª División            | 14.º   |              |
| 1993-94   | 4     | 3.ª División            | 11.º   |              |
| 1994-95   | 4     | 3.ª División            | 19.º   |              |
| 1995-96   | 5     | Regional Preferente     | 12.º   |              |
| 1996-97   | 5     | Regional Preferente     | 5.º    |              |
| 1997-98   | 5     | Regional Preferente     | 7.º    |              |
| 1998-99   | 5     | Regional Preferente     | 8.º    |              |
| 1999-2000 | 5     | Regional Preferente     | 20.º   |              |

| Temporada | Nivel | Categoría           | Puesto | Copa del Rey |
| --------- | ----- | ------------------- | ------ | ------------ |
| 2000-01   | 6     | 1.ª Regional        | 3.º    |              |
| 2001-02   | 5     | Regional Preferente | 14.º   |              |
| 2002-03   | 5     | Regional Preferente | 3.º    |              |
| 2003-04   | 4     | 3.ª División        | 20.º   |              |
| 2004-05   | 5     | Regional Preferente | 8.º    |              |
| 2005-06   | 5     | Regional Preferente | 18.º   |              |
| 2006-07   | 6     | 1.ª Regional        | 16.º   |              |
| 2007-08   | 7     | 2.ª Regional        | 3.º    |              |
| 2008-09   | 7     | 2.ª Regional        | 3.º    |              |
| 2009-10   | 6     | 1.ª Regional        | 9.º    |              |
| 2010-11   | 6     | 1.ª Regional        | 5.º    |              |
| 2011-12   | 5     | Regional Preferente | 7.º    |              |
| 2012-13   | 5     | Regional Preferente | 2.º    |              |
| 2013-14   | 4     | 3.ª División        | 15.º   |              |
| 2014-15   | 4     | 3.ª División        | 18.º   |              |
| 2015-16   | 5     | Regional Preferente | 3.º    |              |
| 2016-17   | 4     | 3.ª División        | 19.º   |              |
| 2017-18   | 5     | Regional Preferente | 6.º    |              |
| 2018-19   | 5     | Regional Preferente | 4.º    |              |
| 2019-20   | 4     | 3.ª División        | 14.º   |              |
| 2020-21   | 4     | 3.ª División        | 10.º   |              |
| 2021-22   | 5     | 3.ª División RFEF   | 16.º   |              |
| 2022-23   | 6     | 1.ª RFFPA           | 3.º    |              |
| 2023-24   | 5     | 3.ª Federación      | 11.º   |              |
| 2024-25   | 5     | 3.ª Federación      |        |              |

## Palmarés

### Torneos autonómicos
- Subcampeón de la Regional Preferente de Asturias (4): 1959-60, 1981-82, 1983-84 y 2012-13.

### Trofeos amistosos
- Trofeo Villa de Lena (2): 2013 y 2021.
- Trofeo de las Nieves (1): 2013.